# 狐尾草
狐尾草（学名：Alopecurus pratensis）又叫大看麦娘，是一种多年生禾本科植物，原产于欧洲和亚洲。常见于草地上，特别是在中性土壤的草地上，也见于潮湿、肥沃的土壤上，但不会出现在积水、轻质或干旱的土壤上。

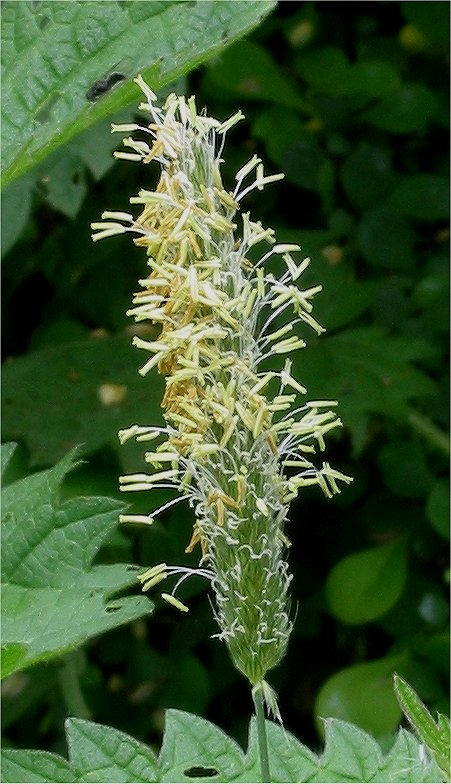
Inflorescence (seed pod)

## 特征
狐尾草的开花时间是从四月到六月，是最早开花的草之一，在夏至开展的调查工作都会因此错过调查这种草。
狐尾草生长高度能达110厘米，茎可直立或弯曲在地上。

## 相似物种
狐尾草有两种近亲植物——曲膝看麦娘、大穗看麦娘。狐尾草常与猫尾草（Phleum pratense）相混淆。猫尾草开花时间从六月到八月，而狐尾草则是从四月到六月。对比它们的圆锥花序，猫尾草的小穗像成对突出的触角，而狐尾草的则是单一的、软的芒。

## 生态
一些鳞翅目昆虫的幼虫以狐尾草为食草，如欧洲弄蝶（Thymelicus lineola）。此外，雄性蚊子也经常在狐尾草的花上吃花蜜。

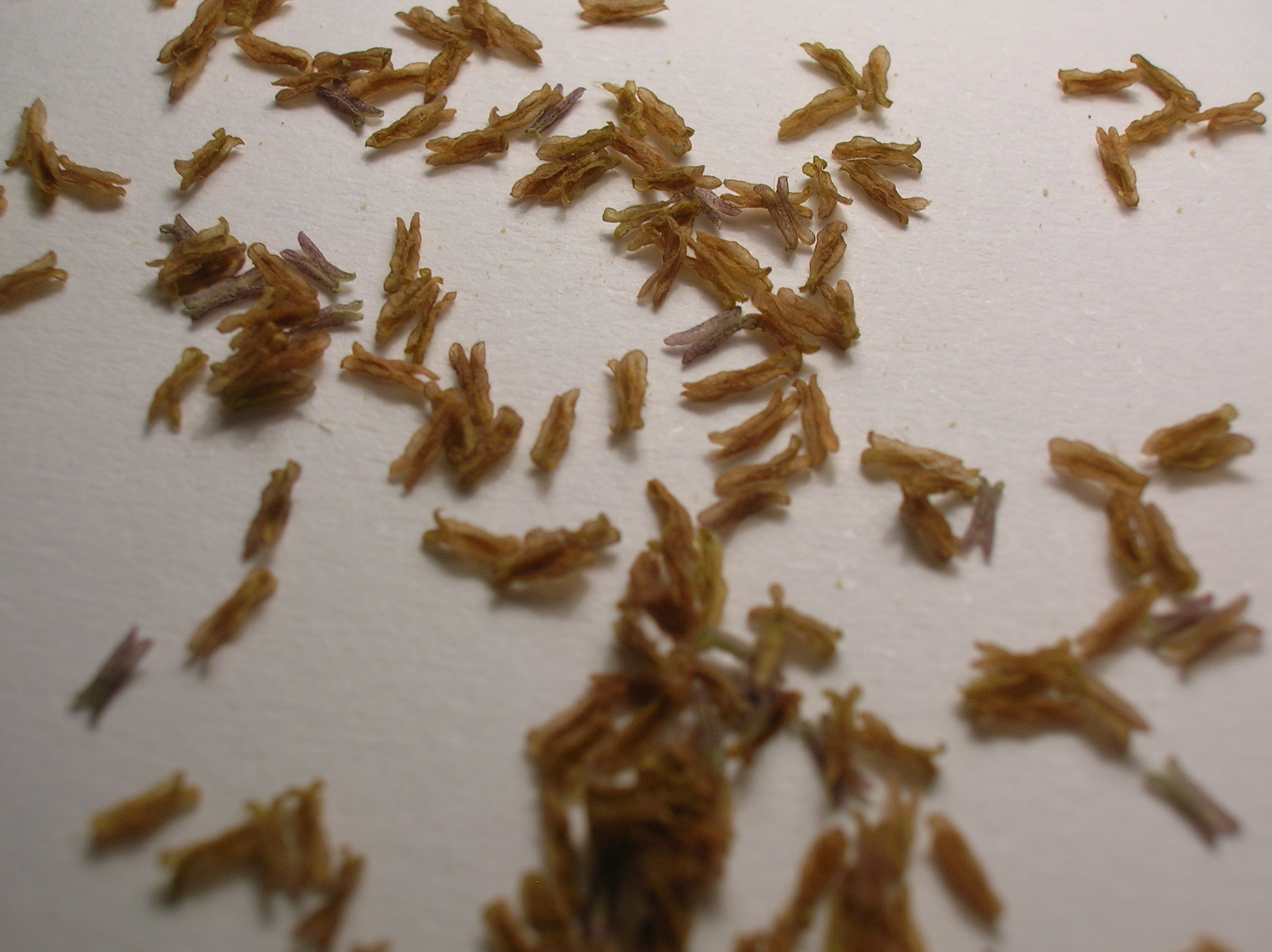
从狐尾草上摘下的花药